# Südostdeutschland
Der Begriff Südostdeutschland wird als Regionsbezeichnung im Gegensatz zu Südwestdeutschland kaum verwendet.
Im 19. Jahrhundert wurden darunter meist die zum Deutschen Bund gehörenden Teile Österreichs verstanden. Nach der Reichsgründung 1871 bis zum Ende des Zweiten Weltkrieges wurde der Begriff meist auf Schlesien als südlichen Teil von Ostdeutschland bezogen. Seltener wurde Bayern als der Osten von Süddeutschland mit diesem Begriff bezeichnet, wobei es sowohl bei Schlesien als auch bei Bayern schon immer üblicher war, direkt die Landesbezeichnungen zu verwenden. Heute kann der Hilfsbegriff Südostdeutschland analog (südlicher Teil Ostdeutschlands, östlicher Teil Süddeutschlands) für Sachsen und Bayern verwendet werden.